# Buena Vista Río Nuevo 4.ª Sección
Buena Vista Río Nuevo 4.ª Sección es una localidad del municipio de Centro ubicado en la subregión centro del estado mexicano de Tabasco.

## Geografía
La localidad de Buena Vista Río Nuevo 4.ª Sección se sitúa en las coordenadas geográficas 17°57′11″N 93°05′48″O / 17.953056, -93.096667, a una elevación de 9 metros sobre el nivel del mar.

## Demografía
Según el Conteo de Población y Vivienda 2020, efectuado por el Instituto Nacional de Estadística y Geografía, la localidad de Buena Vista Río Nuevo 4.ª Sección tiene 1,751 habitantes, de los cuales 865 son del sexo masculino y 886 del sexo femenino. Su tasa de fecundidad es de 2.21 hijos por mujer y tiene 488 viviendas particulares habitadas.
| Gráfica de evolución demográfica de Buena Vista Río Nuevo 4.ª Sección entre 1980 y 2020 |
|                                                                                         |
| INEGI.                                                                                  |